# Винокуров, Евгений Юрьевич
Евге́ний Ю́рьевич Виноку́ров (род. 6 октября 1975 года, Калининград) — российский экономист, главный экономист Евразийского банка развития.

## Биография
Винокуров родился в Калининграде, Россия, в 1975 году. В 1998 году окончил Калининградский государственный университет. В 1999 году получил степень магистра в Геттингенском университете, в 2007 году получил степень Ph.D. (экономика) в Университете Гренобль II, а в 2008 — степень доктора экономических наук в Институте мировой экономики и международных отношений РАН. Профессор РАН с 2016 года.
Интерес к проблемам политической и экономической интеграции привел к занятиям политической философией, философией Канта и написанию книги «Вместе с Кантом. Философские основания дискуссий о мировом политическом порядке». С 2001 года занимается преимущественно международной экономикой. В 2000—2006 гг. принимал участие в ряде проектов прикладных экономических исследований, в частности в Центре изучения европейской политики (Брюссель), Левенском и Йенском университетах, где занимался проблемами российско-европейских отношений и изучением экономики и политики анклавов. Проводил исследования по экономическому развитию российского эксклава, написав несколько работ на русском и английском языках, включая «Trade in Kaliningrad Oblast»; «Measuring Regional Economic Development in Russia: The Case of the Kaliningrad Oblast»; «Экономическая специализация Калининградской области» и другие. Разработал принципиально новую теорию анклавов и эксклавов, является одним из наиболее известных экспертов в мире по этому вопросу.
С 2006 года работает в Евразийском банке развития (ЕАБР). Отвечал за макро- и отраслевой анализ, а также за исследовательскую программу банка. Возглавлял Центр интеграционных исследований (ЦИИ) ЕАБР с даты его основания в 2011 году по 2018 год. ЦИИ ЕАБР специализируется на прикладных количественных исследованиях по следующим темам: Евразийский экономический союз, валютно-финансовая и денежно-кредитная проблематика, взаимные инвестиции, взаимная торговля, анализ деятельности региональных объединений, инфраструктурный анализ, тренды трудовой миграции, общественное восприятие интеграции. Отдельные исследовательские проекты Центра посвящены комплексному анализу евразийской экономической интеграции. ЦИИ ЕАБР стал ведущим аналитическим центром по евразийской интеграционной проблематике. В партнерстве с признанными экспертами и научно-исследовательскими центрами было выпущено 50 публичных докладов и подготовлено более 50 аналитических работ для администраций Президентов, министерств государств-участников Банка и Евразийской экономической комиссии.
С 2018 года — Главный экономист Евразийского фонда стабилизации и развития. Отвечал за макроанализ и прогнозирование (мировая экономика и зона операций — Армения, Беларусь, Кыргызстан, Казахстан, Россия и Таджикистан), исследования глобальной экономической и финансовой архитектуры, аналитические партнерства с международными финансовыми организациями.
C 2023 года — заместитель председателя Правления и Главный экономист ЕАБР. Отвечает за работу Центра странового анализа, Центра интеграционных исследований, Центра отраслевого анализа, международного сотрудничества, Центра устойчивого развития и Академии ЕАБР.
Автор и редактор 19 индивидуальных и коллективных монографий, а также более 180 статей в международных и национальных журналах.

## Академические интересы
Несколько лет посвятил изучению анклавов и эксклавов. Основные результаты исследований нашли своё отражение в книгах «A Theory of Enclaves», «Kaliningrad: Enclaves and Economic Integration», Adapting to European Integration? The Case of the Russian Exclave Kaliningrad. Центральный труд — «Теория анклавов» — был опубликован на русском языке в 2007 году. Работа основана на анализе обширной базы данных, охватывающей более 280 анклавов и эксклавов по всему миру. Анклавы представляют собой довольно часто встречающийся феномен. Особый интерес представляет роль анклавов как генератора конфликтов в отношениях материнского и окружающего государств (например, Великобритании и Испании в случае Гибралтара, России и Европейского Союза в случае Калининграда, Испании и Марокко в случае Сеуты и Мелильи). Теория анклавов дает ответы на два центральных вопроса: какие факторы определяют суверенную принадлежность анклавов (ответ — преобладающий национальный состав населения), и какая экономическая политика может обеспечить их успешное устойчивое экономическое развитие (ответ — максимальная экономическая открытость).
С 2003 года Винокуров активно занимается проблематикой интеграции. Внимание к российско-европейскому вектору сотрудничества приводит к публикации книги «The CIS, the EU, and Russia: The Challenges of Integration». С 2006 года, работая в ЕАБР, Винокуров концентрируется на проблематике экономической интеграции на постсоветском и евразийском пространстве. В 2008 году он запустил и стал редактором ежегодного альманаха EDB Eurasian Integration Yearbook и ежеквартального научно-аналитического журнала «Евразийская экономическая интеграция», выпускавшихся ЕАБР до 2013 и 2015 годов соответственно. С 2007 года также являлся соорганизатором ежегодной конференции ЕАБР по вопросам евразийской интеграции.
В 2009 году в качестве руководителя авторского коллектива выпустил в свет «Систему индикаторов евразийской интеграции ЕАБР» (СИЕИ), представляющую собой систему комплексного мониторинга статики и динамики региональной интеграции в регионе СНГ с использованием специализированного инструментария. В этом труде введена в научный оборот и обоснована идея кристаллизации интеграционного ядра на постсоветском пространстве. Совместно с Александром Либманом в монографии «Holding-Together Regionalism: Twenty Years of Post-Soviet Integration» разработал теорию удерживающей интеграции как самостоятельной модели, объясняющей реинтеграционные процессы (применима как к постсоветскому пространству, так и к ряду субрегионов Африки и Азии).
В своих монографиях, статьях и обзорах Винокуров с начала 2010-х годов продвигает идею континентальной евразийской интеграции, направленной на взаимопроникновение и взаимопереплетение регионов — Европы, Северной и Центральной Евразии (постсоветского пространства), Восточной, Южной и Западной Азии. Региональная экономическая интеграция может начаться с ключевых секторов и потом перейти на уровень институциональной интеграции. В 2007—2012 годах была опубликована серия отраслевых обзоров, указывающая на значительный потенциал континентальной интеграции, который может быть раскрыт в таких секторах, как электроэнергетика, транспорт, телекоммуникации, туризм, сельское хозяйство. Функциональная интеграция в отраслях и секторах экономики может быть дополнена снижением барьеров на пути движения рабочей силы и капитала. Вопросы безопасности, включая борьбу с наркотрафиком, торговлей людьми и эпидемическими заболеваниями, также могут более успешно решаться в рамках континентальных интеграционных инициатив. Наличие ряда центров силы — ЕС, Китая, Индии, России как центра притяжения постсоветского пространства и Турции как нарождающегося лидера исламской Западной Азии — делает маловероятным возникновение одной континентальной интеграционной организации наднационального характера. Более вероятна сетевая структура интеграции, модель открытого регионализма, «миска спагетти» различного рода многосторонних соглашений, направленных на решение отдельных задач. Ключевую роль сыграют корпоративные и неформальные связи. Концепция евразийской континентальной интеграции нашла отражение в книгах «Eurasian Integration: Challenges of Transcontinental Regionalism» и «Евразийская континентальная интеграция», написанных совместно с А. Либманом. В 2017-19 годах опубликовал серию докладов и статей по Поясу и Пути. В 2021 вышла монография «One Eurasia or Many? Regional Interconnections and Connectivity Projects in the Eurasian Continent». Цель книги — критический обзор процессов интеграции и регионального строительства в Большой Евразии (то есть не регионе ЕАЭС, а на всем континенте «От Лиссабона до Ханоя»). Детально разобраны проекты и инициативы, предлагаемые отдельными странами или группами стран для строительства экономической интеграции в Евразии и продвижения собственных национальных интересов. Эти проекты и инициативы, выдвигаемые и продвигаемые Китаем, Европейским союзом, Россией, США, Индией и другими крупными игроками могут совпадать друг с другом по направленности и желаемым результатам, а могут и конкурировать. 
Монография, «Re-Evaluating Regional Organizations: Behind the Smokescreen of Official Mandates», также написана в соавторстве с. А. Либманом и опубликована Palgrave Macmillan в 2017 году. Она основана на собранной ЦИИ базе данных из 62 региональных международных организаций, до 130 параметров по каждой. Книга отвечает на три вопроса: почему региональные организации демонстрируют потрясающую живучесть, даже когда не достигают поставленных перед ними целей? Какие факторы определяют целеполагание региональных организаций, и как эти факторы эволюционируют со временем?
Также в 2017 году опубликована коллективная монография «Евразийский экономический союз» под редакцией Е. Винокурова. Она представляет собой фундаментальный труд, охватывающий все стороны функционирования ЕАЭС — его историю, хронологию, экономические предпосылки, институты, общие рынки товаров, услуг, капитала и рабочей силы, внешнеэкономические связи, идеологию и теорию. В 2018 году вышла монография «Introduction to the Eurasian Economic Union»,  а в 2024 году – коллективный труд «The Elgar Companion to the Eurasian Economic Union».
В работе «Экономика Центральной Азии: новый взгляд» Винокуров утверждал, что в силу инерции экономическая роль и перспективы Центральной Азии еще не до конца поняты. За последние 20 лет ВВП стран Центральной Азии вырос более чем в семь раз (в 2024 году он превысил отметку в $500 млрд). С 2000 года, регион рос в среднем на 6,2% в год. Его внешняя торговля выросла в 9 раз, а входящие инвестиции - в 17 раз. Регион «работает» со своей структурной проблемой отсутствия прямого выхода к мировому океану с помощью масштабного строительства железных дорог, автомобильных дорог и трубопроводов, идущих не только в традиционном направлении восток-запад, но и в направлении север-юг, достигающих Южной Азии и Персидского залива. Серия фундаментальных исследований по энергетике, водным ресурсам, ирригации и транспортным коридорам проложила путь к более эффективному решению общих вызовов, стоящих перед Центральной Азией.
В серии публикаций исследовательская группа ЕАБР под руководством Винокурова сформулировала концепцию Евразийской транспортной сети. Евразийская транспортная сеть - это система взаимосвязанных широтных и меридиональных международных транспортных коридоров и маршрутов, обеспечивающих внутриконтинентальное и трансконтинентальное сообщение, общей длиной 50 тыс. км. В основе концепции лежат две основные идеи. Во-первых, существующие и исторически хорошо развитые связи по оси Восток-Запад должны быть дополнены маршрутами по оси Север-Юг, соединяющими Евразию с Южной Азией и Персидским заливом. Во-вторых, на пересечении коридоров возникает синергетический эффект, приводящий к росту грузопотока на 40%.
После того, как пандемия 2020 года оголила системные недостатки глобальной финансовой архитектуры, Винокуров и Левенков в серии статей предложили пересмотр Глобальной сети финансовой безопасности (ГСФБ, состоит из национальных резервов, МВФ, своп-соглашений и региональных финансовых механизмов). Суть предложенной концепции расширенной ГСФБ состоит как в добавлении двух элементов –  анти-кризисного финансирования многосторонних банков развития и двусторонней финансовой поддержки, так и в обеспечении координации предоставления финансирования по всем шести источникам. 
В дальнейшей серии статей Винокуров и Гричик предлагают радикально изменить существующую парадигму международных резервов. В основе проблемы лежит утрата доверия к существующей системе управления резервами. Винокуров и Гричик предлагают выбрать безопасность в качестве основополагающего принципа управления вместо нынешнего удобства и низких издержек управления. Они перечисляют 12 вариантов, разбитых на 3 группы, которые варьируются от текущих компромиссов до самых революционных решений. Первая группа предполагает, что страны могут расширить использование доступных инструментов - вложений в золото и юани, а также расширить сеть своп-линий и инструментарий суверенных фондов. Во второй группе варианты предполагают внедрение новых механизмов выполнения функций международных резервов, таких как накопление физических ресурсов (например, запасов стратегически важных металлов) и частных криптовалют, выпуск центральными банками стейблкоинов, наращивание активов региональных финансовых механизмов. Третья группа включает в себя варианты смены парадигмы энергетического стандарта (валюты), создания синтетической международной валюты или даже формирования макроэкономической парадигмы, в которой инвестиции в инфраструктуру будут предпочтительным способом обеспечения стабильности экономического развития в кризисные периоды. 

## Публикации

### Книги
- Libman A., Vinokurov E. (Eds.). The Elgar Companion to the Eurasian Economic Union (англ.). — London: Edward Elgar, 2024. — 286 p. — ISBN 978 1 80037 499 7.
- Libman A., Vinokurov E. One Eurasia or Many? Regional Interconnections and Connectivity Projects on the Eurasian Continent.. — Washington DC: The George Washington University, Central Asia Program, 2021. — 137 с. — ISBN 978-0-578-86820-2.
- Vinokurov, Evgeny. Introduction to the Eurasian Economic Union. — Palgrave Macmillan, 2018. — 211 с. — ISBN 978-3-319-92824-1.
- Винокуров Е. Ю., Коршунов Д. А., Перебоев В. С., Цукарев Т. В. Евразийский экономический союз / (ред.) Винокуров Е. Ю.. — СПб.: ЦИИ ЕАБР, 2017. — 296 с. — ISBN 978-5-906157-37-9.
- Vinokurov E., Libman A. Re-Evaluating Regional Organizations: Behind the Smokescreen of Official Mandates. — Basingstoke and New York: Palgrave Macmillan, 2017. — 204 p. — ISBN 9783319530543.
- Винокуров Е., Кулик С., Спартак А., Чернышев С., Юргенс И. Конфликт двух интеграций. — М.: Экон-Информ, 2015. — 241 с. — ISBN 9785990624405.
- Система индикаторов евразийской интеграции II / (ред.) Винокуров Е. — СПб.: ЕАБР, 2014. — 110 с. — ISBN 9785906157119.[45]
- EDB Eurasian Integration Yearbook 2013 / (ed.) Vinokurov Е. — Almaty: EDB, 2013. — 394 p. — ISBN 9786017151393.[46]
- Vinokurov E. and Libman A. Eurasian Integration: Challenges of Transcontinental Regionalism. — Basingstoke and New York: Palgrave Macmillan, 2012. — 270 p. — ISBN 9780230302686.
- Libman A. and Vinokurov E. Holding-Together Regionalism: Twenty Years of Post-Soviet Integration. — Basingstoke and New York: Palgrave Macmillan, 2012. — 273 p. — ISBN 9780230302693.
- Винокуров Е., Либман А. Евразийская континентальная интеграция. — СПб.: ЕАБР, 2012. — 224 p. — ISBN 9785990336841.[47]
- EDB Eurasian Integration Yearbook 2012 / (ed.) Vinokurov Е. — Almaty: EDB, 2012.[48]
- EDB Eurasian Integration Yearbook 2011 / (ed.) Vinokurov Е. — Almaty: EDB, 2011. — 354 p. — ISBN 978-601-7151-21-8.[49]
- EDB Eurasian Integration Yearbook 2010 / (ed.) Vinokurov Е. — Almaty: EDB, 2010. — 368 p. — ISBN 978-601-7151-07-2.[50]
- Система индикаторов евразийской интеграции ЕАБР 2009 / (ред.) Винокуров Е. — Алматы: ЕАБР, 2009. — 160 с. — ISBN 978-601-7151-02-7.[51]
- EDB Eurasian Integration Yearbook 2009 / (ed.) Vinokurov E. — Almaty: EDB, 2009. — 324 p. — ISBN 978-601-7151-01-0.[52]
- Gaenzle S., Muentel G., Vinokurov E. Adapting to European Integration? The Case of the Russian Exclave Kaliningrad. — Manchester: Manchester University Press, 2009. — 296 p. — ISBN 978-071-9079-01-6.
- EDB Eurasian Integration Yearbook 2008 / (ed.) Vinokurov E. — Almaty: EDB, 2008. — 264 p. — ISBN 978-601-7151-00-3.[53]
- Vinokurov E. A Theory of Enclaves. — Lanham, MD: Lexington Books, 2007. — 328 p. — ISBN 978-073-9124-03-1.
- Vinokurov E. Kaliningrad: Enclaves and Economic Integration. — Brussels: CEPS, 2007. — 168 p. — ISBN 978-929-0796-98-5.
- Malfliet K., Verpoest L., Vinokurov E. The CIS, the EU, and Russia: Challenges of Integration. — London: Palgrave Macmillan, 2007. — 250 p. — ISBN 978-023-0521-06-3.
- Винокуров Е. Теория анклавов. — Калининград: Терра Балтика, 2007. — 342 с. — ISBN 978-5-98777-015-3.[54]
- Винокуров Е. Экономическая специализация Калининградской области. — Калининград: Издательство РГУ им. Канта, 2007.
- Винокуров Е. Вместе с Кантом. Философские основания дискуссий о мировом политическом порядке. — Калининград: Издательство КГУ, 2002.

### Некоторые статьи
- Винокуров, Е. (ред.). Евразийский транспортный каркас // Алматы: Евразийский банк развития : Доклад 24/6. — 2024.
- Винокуров, Е. (ред.). Эффективная ирригация и водосбережение в Центральной Азии // Алматы: Евразийский банк развития : Доклад 2023/5. — 2023.
- Винокуров, Е. и др. Экономика Центральной Азии: Новый взгляд // Алматы, Бишкек, Москва: Евразийский банк развития : Доклад 2022/3. — 2022.
- Винокуров, Е., Ахунбаев, А., Усманов, Н., Забоев, А. Международный транспортный коридор «Север-Юг»: Инвестиционные решения и мягкая инфраструктура // Алматы, Москва: Евразийский банк развития : Доклад 2022/2. — 2022.
- Vinokurov E., Grichik M., Tsukarev T. New Approaches to International Reserves: the Lack of Credibility of Reserves Currencies (англ.) // Russian Journal of Economics. — 2022. — No. 8(4). — P. 315-332. — doi:10.32609/j.ruje.8.98242.
- Винокуров Е. Ю., Гричик  М. В. Новая концепция международных резервов: безопасность, диверсификация, неортодоксальные подходы // Вопросы экономики. — 2022. — № 12. — С. 24-43. — doi:10.32609/0042-8736-2022-12-24-43.
- Винокуров Е.Ю., Левенков А.С. Глобальная сеть финансовой безопасности: эволюция антикризисной функции в глобальной финансовой архитектуре // Вопросы экономики. — 2021. — № 5. — С. 26-42. — doi:10.32609/0042-8736-2022-12-24-43.
- Libman A., Stone R., Vinokurov E. Russian Power and State-Owned Enterprise (англ.) // European Journal of Political Economy. — 2021. — Vol. 73, no. C.
- Vinokurov E., Levenkov A. The Enlarged Global Financial Safety Net (англ.) // Global Policy. — 2021. — Vol. 12, no. 1. — P. 15—23.
- Vinokurov E. Interaction of Eurasian and international financial institutions (англ.) // Post-Communist Economies. — Taylor & Francis Online, 2020. — Vol. 33, no. 2—3.
- Vinokurov E. The Belt and Road Initiative: A Russian Perspective (англ.) // Kohli, H., Linn, J., Zucker L. (eds.) China's Belt and Road Initiative: Potential Transformation of Central Asia and the South Caucasus. — SAGE Publications Pvt. Ltd, 2019. — ISBN 9789353880255.
- Vinokurov E., Tsukarev T. The Belt and Road Initiative and the Interests of Transit Countries: an Economic Assessment of Transport Corridors (англ.) // Area Development and Policy. — Taylor & Francis Online, 2018. — Vol. 3, iss. 1. — P. 93—113.
- Винокуров Е., Лобырев В., Тихомиров А. Цукарев Т. Транспортные коридоры Шелкового пути: анализ барьеров и рекомендации по направлению инвестиций // Доклад ЦИИ ЕАБР. — СПб.: ЕАБР, 2018. — № 50. — ISBN 978-5-906157-44-7.
- Винокуров Е., Лобырев В., Тихомиров А. Цукарев Т. Транспортные коридоры Шелкового пути: потенциал роста грузопотоков через ЕАЭС // Доклад ЦИИ ЕАБР. — СПб.: ЕАБР, 2018. — № 49. — ISBN 978-5-906157-43-0.
- Винокуров Е., Демиденко М., Коршунов Д. Потенциальные выгоды и издержки валютной интеграции в Евразийском экономическом союзе // «Вопросы экономики» : журнал. — М.: НП «Редакция журнала „Вопросы экономики“», 2017. — № 2. — С. 75—96. — ISSN 0042-8736.
- Vinokurov E. The Eurasian Economic Union: Current State and Preliminary Results (англ.) // Russian Journal of Economics. — Redaktsiya zhurnala Voprosy Ekonomiki, 2017. — Vol. 3, iss. 1. — P. 54—70. — ISSN 2405-4739.
- Vinokurov E. Unter Partnern Ein nüchterner Blick auf die Eurasische Wirtschaftsunion (нем.) // Osteuropa. — 2016. — Nr. 5. — S. 129—140.
- Винокуров Е. Евразийский экономический союз без эмоций // «Вопросы экономики» : журнал. — М.: НП «Редакция журнала „Вопросы экономики“», 2016. — № 12. — С. 43—60. — ISSN 0042-8736.
- Vinokurov E., Libman A. Do Economic Crises Impede or Advance Regional Economic Integration in the Post-Soviet Space? (англ.) // Post-Communist Economies. — 2014. — Vol. 26, iss. 3. — P. 341—358.
- Vinokurov E. Emerging Eurasian Continental Integration: Trade, Investments, and Infrastructure (англ.) // Global Journal of Emerging Market Economies. — 2014. — Vol. 6, iss. 1. — P. 69—93.
- Vinokurov E. A Mega Deal Amid a Relationship Crisis (англ.) // Russia in Global Affairs. — Foreign Policy Research Foundation, 2014. — No. 4.
- Винокуров Е. Мегасделка на фоне кризиса // «Россия в глобальной политике» : журнал. — Фонд исследований мировой политики, 2014. — № 5.
- Винокуров Е., Кулик С., Спартак А., Чернышев С., Юргенс И. Тупик борьбы интеграций в Европе // «Вопросы экономики» : журнал. — М.: НП «Редакция журнала „Вопросы экономики“», 2014. — № 8. — С. 4—25. — ISSN 0042-8736.
- Винокуров Е. Прагматическое евразийство // «Россия в глобальной политике» : журнал. — Фонд исследований мировой политики, 2013. — № 2.
- Винокуров Е., Либман А. Две евразийские интеграции // «Вопросы экономики» : журнал. — М.: НП «Редакция журнала „Вопросы экономики“», 2013. — № 2. — ISSN 0042-8736.
- Libman A., Vinokurov E. Post-Soviet integration and the interaction of functional bureaucracies (англ.) // Review of International Political Economy (RIPE). — London: Routledge, Taylor & Francis Group, 2012. — Vol. 19, iss. 5. — P. 867—894.
- Libman A., Vinokurov E. Eurasian Economic Union: Why Now? Will It Work? Is It Enough? (англ.) // Whitehead Journal of Diplomacy and International Relations. — New Jersey: John C. Whitehead School of Diplomacy and International Relations, 2012. — Iss. Summer issue.
- Libman A., Vinokurov E. Regional Integration and Economic Convergence in the Post-Soviet Space: Experience of a Decade of Growth (англ.) // Journal of Common Market Studies.. — Hoboken, New Jersey: Wiley-Blackwell, 2012. — Vol. 50, iss. 1. — P. 112–128.
- Libman A., Vinokurov E. Is it really different? Patterns of regionalisation in the post-Soviet Central Asia (англ.) // Post-Communist Economies. — London: Routledge, Taylor & Francis Group, 2011. — Vol. 23, iss. 4. — P. 469—492.
- Винокуров Е., Либман А. Тренды региональной интеграции на постсоветском пространстве: результаты количественного анализа // «Вопросы экономики» : журнал. — М.: НП «Редакция журнала „Вопросы экономики“», 2010. — № 7. — ISSN 0042-8736.
- Винокуров Е., Либман А., Максимчук Н. Динамика интеграционных процессов в Центральной Азии // Евразийская экономическая интеграция : Научно-аналитический Журнал. — Алматы: ЕАБР, 2010. — Вып. 7, № 2. — С. 5—32.[55]
- Винокуров Е., Джадралиев М., Щербанин Ю. Международные транспортные коридоры ЕврАзЭС // Отраслевой Обзор ЕАБР. — Алматы: ЕАБР, 2009. — № 5.[56]
- Vinokurov E. Mutual Investment in The CIS Banking Sector (англ.) // The Euromoney Central Asia & CEE Financial Markets Handbook 2009/10. — Euromoney, 2009. — Iss. 1. — P. 4—9. — ISBN 978-184-3746-00-3.
- Винокуров Е. Общий электроэнергетический рынок СНГ // Аналитический Обзор ЕАБР. — Алматы: ЕАБР, 2008. — № 3.[57]
- Винокуров Е. Атомно-энергетические комплексы России и Казахстана: Перспективы Развития и Сотрудничества // Аналитический Обзор ЕАБР. — Алматы: ЕАБР, 2008. — № 1.[58]
- Samson I., Lamande V., and Vinokurov E. Measuring Regional Economic Development in Russia: The Case of the Kaliningrad Oblast (англ.) // European Urban and Regional Studies. — UK: SAGE Publications, 2004. — Iss. 11, no. 1. — P. 71—80.
- Lamande V., Vinokurov E. Trade in Kaliningrad Oblast (англ.) // Problems of Economic Transition. — M.E. Sharpe, 2003. — Iss. 46, no. 6. — P. 56—72.